# Rzepowskie (osada)
Rzepowskie – osada w Polsce, położona w województwie małopolskim, w powiecie oświęcimskim, w gminie Osiek.
W latach 1975–1998 miejscowość administracyjnie należała do województwa bielskiego.